# Fabio Ochoa Vásquez
Pour les articles homonymes, voir Vásquez.
 (décembre 2018).
Si vous disposez d'ouvrages ou d'articles de référence ou si vous connaissez des sites web de qualité traitant du thème abordé ici, merci de compléter l'article en donnant les références utiles à sa vérifiabilité et en les liant à la section « Notes et références ».
Fabio Ochoa Vásquez (né le 2 mai 1957) est un ancien membre influent du cartel de Medellín, avec ses frères aînés Juan David et Jorge Luis. Son rôle a brièvement fait de lui un milliardaire. Après avoir purgé une courte peine de prison en Colombie, il a été arrêté et extradé aux États-Unis en 1999, où il a purgé une peine de 25 ans dans un pénitencier fédéral en Géorgie avant d’être libéré le 24 décembre 2024.

## Début de carrière
Le plus jeune des trois frères Ochoa, Ochoa Vásquez a vécu à Miami, en Floride, dans les années 1970 et au début des années 1980, et aurait manipulé des dizaines de tonnes de cocaïne. Il a été inculpé par le gouvernement américain pour la première fois en 1984 et aurait été impliqué dans le meurtre de Barry Seal, un informateur de la Drug Enforcement Administration (DEA), commis le 19 février 1986. En 1987, ses frères et lui ont été inclus dans la liste des milliardaires mondiaux du magazine Forbes et sont restés sur cette liste jusqu'en 1992. The New York Times a rapporté que pendant cette période, il était considéré comme le « directeur général » de l'entreprise familiale.  

## Emprisonnement
En 1991, Ochoa Vásquez et ses frères se sont rendus aux autorités colombiennes dans l'espoir d'éviter une "guerre ouverte" avec le gouvernement au moyen d'un accord de plaidoyer. Ils ont purgé une peine ensemble en Colombie et ont été libérés en 1996. À l'époque, la Colombie et les États-Unis n'avaient pas de traité d'extradition  et les deux frères avaient obtenu la promesse de ne pas être extradés à l'avenir dans le cadre de l'accord de plaidoyer.
Après sa libération, il a de nouveau été arrêté en 1999 et accusé de contribuer à la connaissance et de recevoir des paiements pour des envois de cocaïne. Malgré une campagne de lobbying et de presse il a été extradé aux États-Unis en septembre 2001 et condamné en 2003 pour trafic, conspiration et distribution de cocaïne aux États-Unis. Il a été condamné à 30 ans de prison. Il est emprisonné dans une prison fédérale à Jesup, en Géorgie.
Après son emprisonnement, le gouvernement colombien lui a saisi des biens d’une valeur de plusieurs millions de dollars, dont plusieurs fermes et entreprises.  
Il est libéré le 24 décembre 2024 après 25 années de détention dans un pénitencier fédéral de Géorgie, aux Etats-Unis.  